# یهودیان عرب

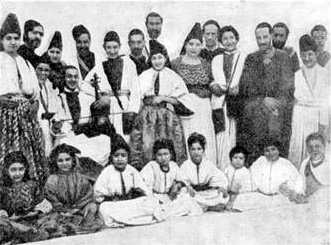
یهودیان عرب

یهودیان عرب (به انگلیسی: Arab Jews) (عربی: الیهود العرب al-Yahūd al-ʿArab ; عبری: יהודים ערבים‎ Yehudim `Aravim) اصطلاحی است برای یهودیانی که در جهان عرب زندگی می‌کنند یا از آن سرچشمه گرفته‌اند. بسیاری از آنها در طی چند دهه پس از تأسیس اسرائیل در سال ۱۹۴۸، کشورهای عربی را ترک یا از آنجا بیرون رانده شدند و در اسرائیل، غرب اروپا، ایالات متحده و آمریکای لاتین اقامت گزیدند. این اصطلاح در اسرائیل بحث‌برانگیز و از نظر سیاسی مورد مناقشه است، از آنجایی که در دولت ابتدایی اسرائیل اصطلاح " یهودیان مزراحی " به جای آن مورد قبول واقع شد. هرچند برخی از یهودیان ضدصهیونیست با منشأ عرب، به‌طور مؤثری ترجیح می‌دهند که خود را یهودی عرب بنامند.
یهودیان ساکن در کشورهای با اکثریت قوم عرب از لحاظ تاریخی بیشتر از گویش‌های یهودی-عربی به عنوان زبان اصلی جامعه خود استفاده می‌کردند و زبان عبری برای موارد مربوط به نیایش‌سرایی و فرهنگی (ادبیات، فلسفه، شعر و غیره) استفاده می‌شد. بسیاری از جنبه‌های فرهنگ آنها (موسیقی، لباس، غذا، معماری کنیسه‌ها و خانه‌ها و غیره) همانند جمعیت‌های محلی عرب غیریهودی است. آنها معمولاً مراسم عبادت یهودیان سفاردی را دنبال می‌کنند و (با احتساب اولاد خود) به مراتب بزرگ‌ترین بخش یهودیان مزراحی هستند.
اگرچه گلدا مئیر در مصاحبه‌ای در سال ۱۹۷۲ با اوریانا فالاچی، صریحاً از یهودیان کشورهای عربی به عنوان «یهودیان عرب» یاد کرد، استفاده از این اصطلاح بحث‌برانگیز است، زیرا اکثریت قریب به اتفاق یهودیان با منشأ عرب در کشورهای با اکثریت عرب به عنوان اعراب شناخته نمی‌شوند، و بیشتر یهودیانی که در میان اعراب زندگی می‌کردند خود را «یهودیان عرب» نمی‌دانستند یا خود را همچون آنها قلمداد نمی‌کردند. یک اصطلاح نزدیک، اما قدیمی‌تر که به یهودیان عرب زبان اشاره دارد، واژه یهودیان مستعربی است.
در دهه‌های اخیر، برخی از یهودیان همچون الا شوهات، خود را یهودی عرب معرفی کرده‌اند که این واژه را برخلاف طبقه‌بندی تشکیلات صهیونیستی از یهودیان به عنوان اشکنازیم یا مزراحیم استفاده می‌کند. او معتقد است که این دومی مانند اعراب مورد ظلم قرار گرفته‌اند. سایر یهودیان همچون آلبر ممی، عنوان می‌کنند که یهودیان کشورهای عرب دوست داشتند یهودی عرب باشند، اما قرن‌ها سوء استفاده مسلمانان عرب مانع از آن شد و اکنون دیگر خیلی دیر شده است. این اصطلاح اغلب توسط پسا صهیونیست‌ها و ملی‌گرایان عرب مورد استفاده قرار می‌گیرد.
این اصطلاح گاهی می‌تواند به نوکیشان یهودی از عرب‌زاده‌ها، مانند باروخ مزراحی یا نسرین قادری، یا افرادی از نژاد مختلط یهودی-عرب همچون لوسی ایوب، اشاره کند.

## اصطلاح‌شناسی
اصطلاح عربی الیهودا العرب (al-Yahūd al-ʿArab) و عبری Yehudim `Aravim تحت اللفظی به معنی یهودیان عرب است، عبارتی که توسط اسرائیلی‌های با اصل و نسب مزراحی در رویه کنونی، تحقیرکننده محسوب می‌شود.

## تاریخچه سیاسی
اصطلاح یهودیت عرب در قرن نوزده، هنگامی که یهودیانی که در کشورهای عرب می‌زیستند با جنبش ملی عرب که در اوائل اضمحلال امپراتوری عثمانی - حتی در هنگام اصلاحات حکومتی عثمانی در سال ۱۸۳۹ - پدیدار گشت هم‌ذات پنداری کردند، رایج گردید و مورد توجه واقع شد که این امر به خاطر داشتن زبان و فرهنگ مشترک با هموطنان مسیحی و مسلمان در سوریه عثمانی، عراق و مصر بود.
هنگامی که یهودیان خاورمیانه‌ای که در کشورهای غربی زندگی می‌کردند از این واژه برای پشتیبانی از وضعیت خود، مبنی بر اینکه آنها ترک نیستند و نباید با آنها همانند یک خارجی دشمن رفتار شود، استفاده کردند این اصطلاح در طی جنگ جهانی اول اهمیت سیاسی پیدا کرد.
امروزه در جامعه یهودیت، بسیاری از این اصطلاح دوری می‌کنند و این واژه را یک اهانت به اصلیت خود تلقی می‌کنند.
در پسا صهیونیسم
اصطلاح یهودیان عرب جزئی از زبان در پسا صهیونیسم گردیده است. این اصطلاح توسط الا شوهات (Ella Shohat) مرسوم گردید. الا شوهات استدلال می‌کند که تاریخ‌نگاری صهیونیست قادر نیست هویت یهودی عرب بیگانه‌نیا را بپذیرد و طرحی را برای حذف عربی و شرقی بودن یهودیان جهان عرب بعد از ورود آنها به اسرائیل در پیش گرفت. برای ضمانت یکدستی صهیونیستی روی اشتراکات مذهبی و گذشته آرمان گرایانه تمرکز کرد.او بر این نکته دلالت می‌کند که در برخی از مضامین، واژه مزراحی یک دستاورد صهیونیست است نظر به اینکه هویت واحد منفردی به وجود آورده که از جهان اسلام جدا شده است. که جایگزین هویت‌های متعدد قدیمی‌تر شد که با جهان اسلام مرتبط بودند که از جمله آنها، ولی نه محدود به این مورد است، که خود را یهودی عرب می‌پنداشتند.
آثار یهودا شنهاو (Yehouda Shenhav) همچنین از جمله آثار تأثیرگذار پسا صهیونیسم در نظر گرفته می‌شود. شنهاو یک جامعه‌شناس اسرائیلی بود که ریشه‌های مفهوم سازی یهودیان مزراحی را به عنوان یهودیان عرب پیگیری کرد.